# Tuna el-Yebel
Tuna el-Yebel o Tuna al-Yébel (en árabe تونا الجبل, Tūnā al-Ǧabal; en egipcio, Ta-henet; en griego, Θῦνις o en inglés, Tuna el-Gebel) fue la necrópolis de Jmun (Hermópolis Magna) que fue utilizada desde el Imperio Nuevo hasta la Antigüedad Tardía. Está situada en una zona desértica, en la orilla oeste del Nilo, a unos 9 km al oeste de el-Ashmunein, en la gobernación de Menia, en el Egipto Medio.
Es famosa, sobre todo, por ser el lugar donde se encuentra la tumba de Petosiris, sumo sacerdote de Thot que vivió a finales del siglo IV a. C., poco antes de la segunda invasión persa.

## Estela fronteriza
El monumento más antiguo del área es una de las estelas fronterizas de Ajenatón, en un corte escarpado de una montaña, la Estela A, que según los textos, servía para señalar el límite noroeste de Amarna con su traspaís agrícola.
Excavada en la roca se vislumbra una capilla funeraria y en lo alto de la estela, se encuentra Ajenatón y su mujer adorando al disco solar.

## Catacumbas
Posteriormente fueron excavadas catacumbas (As-Saradeb) en la necrópolis, y a lo largo de pasillos interconectados bajo tierra, que algunos creen que pudieran extenderse hasta Hermópolis, se almacenan miles de momias sagradas de halcones, babuinos e ibis que fueron sacrificados ritualmente por sacerdotes del templo de Thot en la cercana Hermópolis. 
Los elementos más antiguos encontrados en el lugar son unos papiros administrativos aramaicos del siglo V a. C.. Una capilla central contiene una estatua al dios Thot en forma de babuino.

## Tumba de Petosiris
Cerca de la entrada moderna a las catacumbas se encuentra la tumba de Petosiris, construida como si fuese un templo (que se parece bastante a Dendera), incluido un pórtico de entrada y una capilla de culto. El exterior está decorado en el típico estilo del Período tardío de Egipto, mientras que el pórtico está decorado con un estilo mixto egipcio-griego con escenas de la vida diaria y portadores de ofrendas y la capilla contiene escenas religiosas, respetando aquí el canon egipcio. La tumba fue construida en la época de la conquista de Egipto por Alejandro Magno y parece que hubiese sido decorada así para ganarse el favor de los nuevos gobernantes.

## Tumba y capilla de Isadora
Isadora fue una joven rica y hermosa que vivía en Hermópolis cuando el emperador romano Adriano (117 a. C.-138 a. C.) gobernaba sobre Egipto. Enamorada de un joven soldado de Antinopolis (la actual Sheij Ibada), querían casarse. Sin embargo, cuando su padre se negó, decidió fugarse. Para su desgracia, Isadora se ahogó al cruzar el Nilo, por lo que según la leyenda, alcanzaría la santidad póstuma. Su cuerpo fue momificado, ayudado por la tierra desértica y su padre construyó una elaborada tumba, con un elegía inscrita en griego:
"Realmente han sido las ninfas, oh Isadora, las ninfas hijas de las aguas, quienes te han construido esta cámara. Nilo, la primogénita de las hijas del Nilo, comenzó la obra dando forma a una caracola como las que tiene en su fondo".
En algún momento después de su muerte, fue desarrollado un culto en torno a su tumba. Aún hoy, todavía pueden contemplarse sus restos momificados, encerrados en vidrio, en su mausoleo.

## Monasterio de Nazlet Tuna
Al norte de la necrópolis se estableció el monasterio copto denominado Deir Nazlet Tuna.